# 다키키
다키키(페르시아어: دقیقی)는 중세의 페르시아 시인이다.
출생지에 관하여 여러 설(투스·발크 등)이 있으나 정확하지 않다. 사만 왕조의 군주에게 인정을 받아 주로 부하라에서 지냈다. 이란의 전설과 신화를 근거로 <왕서(王書)>의 일부를 시작(詩作)하여 불멸의 명성을 얻었다. 그의 작품 약 1000구절은 피르다우시의 <왕서>에 실려 있다. 조로아스터 교도(敎徒)였다고도 하며, 젊은 나이에 노예에게 살해되었다. 서정시에도 뛰어났다.